# Bandera de Indiana
La bandera de Indiana consiste en una antorcha dorada que representa la libertad y la ilustración, en un fondo azul. Los rayos que emana representan su influencia a gran alcance. Las estrellas representan el orden de ingreso de Indiana en la Unión (fue el 19º estado en hacerlo): las 13 estrellas del anillo exterior representan las 13 colonias originales, las 5 del anillo interior, a los cinco estados siguientes, y la estrella grande encima de la antorcha, a Indiana.
La bandera fue adoptada por la Asamblea General de Indiana en 1917, como parte de las celebraciones del centenario del estado, en 1916. Fue el diseño ganador de un concurso patrocinado por las Hijas de la Revolución Americana. Su autor fue Paul Hadley de Mooresville (Indiana).